# Mariene provincie Continentaal Hoog Antarctica
De Mariene provincie Continentaal Hoog Antarctica (61) (Engels: Continental High Antarctic marine province) is een biogeografische provincie en ligt in de Zuidelijke Oceaan in het Marien rijk Zuidelijke Oceaan. De mariene provincie is vastgesteld door het World Wide Fund for Nature en The Nature Conservancy en is vernoemd naar het Antarctisch vasteland exclusief het Antarctisch Schiereiland.
In het noorden grenst het gebied aan de mariene provincie Subantarctische Eilanden (59) en de mariene provincie Scotiazee (60).

## Geografie
De mariene provincie ligt voor de kust van Antarctica, exclusief de west- tot noordoostkust van het Antarctisch Schiereiland.

## Biogeografie
Het gebied kent zeeleven dat houdt van arctische temperaturen.

## Mariene ecoregio's
Deze mariene provincie bestaat uit 6 mariene ecoregio's:
- Mariene ecoregio Oost-Antarctisch Wilkesland (224)
- Mariene ecoregio Oost-Antarctisch Enderbyland (225)
- Mariene ecoregio Oost-Antarctisch Koningin Maudland (226)
- Mariene ecoregio Weddellzee (227)
- Mariene ecoregio Amundsen/Bellingshausenzee (228)
- Mariene ecoregio Rosszee (229)